# وون كوري شمالي
الوون الشعبي الكوري، المعروف أكثر باسم الوون الكوري الشمالي (الرمز : ₩؛ الرمز : KPW؛ (الكورية: 조선 원)) وتعرف أحيانًا باسم جمهورية كوريا الديمقراطية الشعبية ((الكورية: 조선민주주의인민공화국 원))، هي العملة الرسمية لكوريا الشمالية. وينقسم إلى 100 تشون. تصدر العملة من قبل البنك المركزي لجمهورية كوريا الشعبية الديمقراطية، ومقره في العاصمة الكورية الشمالية بيونغيانغ.

## أصل الكلمة
الوون، مثل الين الياباني، مُستعار من اليوان الصيني، ويُكتب هانجا 圓 (원)، ويعني "الشكل الدائري". يُقسّم الوون إلى 100 تشون (전؛ 錢؛ جون؛ تشون).

## التاريخ

### 1947–2009
بعد تقسيم كوريا، استمرت كوريا الشمالية في استخدام الين الكوري لمدة عامين، حتى تأسس البنك المركزي لجمهورية كوريا الديمقراطية الشعبية في 6 ديسمبر 1947 و إصدر أول وون كوري شمالي. في فبراير 1959، قدم الوون الكوري الشمالي الثاني، والذي يعادل 100 وون قديم.
منذ عام 1978 فصاعدًا، حافظت حكومة كوريا الشمالية على سعر صرف رمزي قدره 2.16 وون مقابل الدولار الأمريكي (يُقال إنه كان قائمًا على عيد ميلاد كيم جونج إيل، 16 فبراير). ومع ذلك، على مر العقود، أدى التضخم الجامح إلى تآكل قيمة العملة، ومنذ عام 2001، تخلت الحكومة عن السعر لصالح تلك الأقرب إلى السوق السوداء. وزعم تقرير صادر عن منشقين من كوريا الشمالية أن سعر السوق السوداء كان 570 وون مقابل اليوان الصيني (حوالي 4000 وون لكل دولار أمريكي) في يونيو 2009.

### إعادة التقييم لعام 2009
قدم الوون الكوري الشمالي الثالث في إعادة التقييم في نوفمبر 2009 [ko]، الأول منذ 50 عامًا. حيث منح الكوريين الشماليين سبعة أيام لاستبدال حد أقصى قدره 100000 وون (تساوي حوالي 40 دولارًا أمريكيًا في السوق السوداء) من أوراق نقدية بقيمة 1000 وون مقابل أوراق نقدية بقيمة 10 وون، ولكن بعد احتجاجات من بعض السكان، رفع الحد إلى 150000 وون نقدًا و300000 وون في مدخرات البنوك. كان سعر الصرف الرسمي في ذلك الوقت حوالي 740 دولارًا، ولكن تقدر قيمة 150000 وون في السوق السوداء بما يقرب من 30 دولارًا. أدت إعادة التقييم، التي يُنظر إليها على أنها خطوة ضد نشاط السوق الخاصة، إلى محو مدخرات العديد من الكوريين الشماليين. وتكهنت صحيفة التايمز بأن هذه الخطوة ربما كانت محاولة من جانب الحكومة الكورية الشمالية للسيطرة على تضخم الأسعار وتدمير ثروات تجار السوق السوداء المحليين. وقد إعلن عن ذلك للسفارات الأجنبية ولكن ليس في وسائل الإعلام الرسمية الكورية الشمالية.
كجزء من هذه العملية، توقفت الأوراق النقدية القديمة عن التداول رسميًا في 30 نوفمبر/تشرين الثاني 2009، ولكن الأوراق النقدية المُقيّمة بالوون الجديد لم تُوزّع حتى 7 ديسمبر/كانون الأول 2009. وبالتالي، لم يتمكن الكوريون الشماليون من استبدال أي أموال بالسلع أو الخدمات لمدة أسبوع، وأُغلقت معظم المتاجر والمطاعم وخدمات النقل. أما الخدمات الوحيدة التي بقيت مفتوحة فهي تلك التي تخدم النخبة السياسية والأجانب، حيث استمر كلاهما في التعامل بالعملة الأجنبية حصريًا. أثار هذا الإجراء مخاوف المسؤولين الكوريين الشماليين من أن يؤدي إلى اضطرابات مدنية. وصفت وكالة أنباء شينخوا الصينية المواطنين الكوريين الشماليين بأنهم في حالة "ذعر جماعي"؛ ووُضعت قواعد الجيش في حالة تأهب، ووردت تقارير غير مؤكدة عن احتجاجات عامة في شوارع عدد من المدن والبلدات الكورية الشمالية، مما أجبر السلطات على زيادة طفيفة في كمية العملة المسموح للناس بتبادلها. كما إحرقت أكوام من الأوراق النقدية القديمة في مواقع منفصلة في جميع أنحاء البلاد، و إلقيت الأوراق النقدية القديمة في مجرى مائي (ضد قوانين تدنيس صور كيم إيل سونغ)، و إطلق النار على اثنين من تجار السوق السوداء في شوارع بيونغسونغ من قبل الشرطة المحلية، وفقًا لتقارير دولية. وهددت السلطات بـ "عقوبة لا ترحم" لأي شخص ينتهك قواعد تغيير العملة.
نُشرت صور الأوراق النقدية الجديدة في 4 ديسمبر 2009 في صحيفة تشوسون شينبو، وهي صحيفة كورية شمالية مقرها اليابان. زعمت الصحيفة أن هذا الإجراء من شأنه إضعاف السوق الحرة وتعزيز النظام الاشتراكي في البلاد. ومع ذلك، انخفض الوون بنسبة 96 في المائة مقابل الدولار الأمريكي في الأيام التي تلت إعادة التقييم. أفادت تشوسون أن السلطات رفعت الحد الأقصى في النهاية إلى 500000 وون، ووعدت بعدم إجراء تحقيقات في المدخرات التي تصل إلى مليون وون، والسحوبات غير المحدودة إذا حسبت المدخرات التي تزيد عن مليون وون بشكل صحيح.
في فبراير 2010، تخففت بعض القيود المفروضة على السوق الحرة، و فصل مسؤول كبير في الحزب بعد حوادث الاضطرابات. إعدم باك نام جي، مدير إدارة التخطيط والمالية في حزب العمال الحاكم في كوريا الشمالية، في وقت لاحق من عام 2010. أنكرت كوريا الشمالية أي أزمة خطيرة تتعلق بإعادة التقييم.

## العملات المعدنية

### الوون الأول
لم تصدر أي عملات معدنية تحت فئة الوون الأولى في الفترة من 1947 إلى 1959.

### الوون الثاني
سكت أول عملات معدنية كورية شمالية للتداول في عام 1959 في فئات 1 و5 و10 تشون. غالبًا ما إعيد سك هذه العملات المعدنية بالتواريخ الأصلية في السنوات اللاحقة؛ ومع ذلك، تظهر تواريخ عامي 1970 و1974 أيضًا على العملات المعدنية من فئة 1 و5 شونات. في عام 1978، طرحت عملات معدنية بقيمة 50 تشون تحمل صورة تمثال تشوليما ‏ والشمس المشرقة للتداول خلال إصلاح العملة عام 1979 للسماح بمرونة أكبر للبائعين من خلال التخلص من الأوراق النقدية بقيمة 50 تشون وكميات كبيرة من العملات المعدنية الصغيرة التي يحملوها. في عام 1987، طرحت عملات معدنية بقيمة 1 وون تحمل صورة دار دراسة الشعب الكبرى ‏، ولكنها لم تحل محل العملة الورقية بقيمة 1 وون بشكل كامل والتي ظلت العطاء القانوني.
وعندما تخلوا عن ربط الجنيه الإسترليني التاريخي بالدولار عند مستوى 2.16 في عام 2001 للسماح بقدر أكبر من قابلية التحويل، بدأت العملات المعدنية تفقد قيمتها. بعد عام 2003، نادراً ما شوهدت هذه العملات المعدنية في التداول، لكن لا يزال من الممكن استردادها. وفي وقت لاحق، قدمت مجموعة جديدة من العملات المعدنية في عام 2005 بفئات 5 و10 و50 و100 وون. كانت هذه العملات المعدنية أقل إثارة للإعجاب مقارنة بالسلسلة الأقدم، حيث كانت بسيطة جدًا وعامة في التصميم. سكت جميع العملات المتداولة من فئة الوون الثاني من الألومنيوم.
| Image                                                  | Value | Technical parameters | Technical parameters | Description | Description | Date of minted year     | Date of minted year        | Date of minted year          | Date of minted year  |
| Image                                                  | Value | Diameter             | Composition          | Obverse     | Reverse     | General issue (no star) | Socialist visitor (1 star) | Capitalist visitor (2 stars) | Year last circulated |
| ------------------------------------------------------ | ----- | -------------------- | -------------------- | ----------- | ----------- | ----------------------- | -------------------------- | ---------------------------- | -------------------- |
| For table standards, see the coin specification table. |       |                      |                      |             |             |                         |                            |                              |                      |

وعلى غرار اقتصادات اشتراكية أخرى مثل كوبا والصين، طورت كوريا الشمالية نظاماً خاصاً لتمييز العملات المعدنية لمجموعتين من الزوار الأجانب. صدرت هذه العملات في عام 1983 وكانت جزءًا من سلسلة العملات القابلة للتحويل "باككوندون". كانت العملات المعدنية التي لا تحتوي على "نجوم" مخصصة للتداول العام في كوريا الشمالية، وكانت العملات المعدنية التي تحمل نجمة واحدة مخصصة "للزوار الاشتراكيين"، وكانت العملات المعدنية التي تحمل نجمتين مخصصة "للزوار الرأسماليين". وقد سكت مجموعة رابعة، مخصصة لهواة الجمع وليس للتداول، مع كلمة "عينة" أو "مثال" بالأحرف الكورية في المناطق التي ستكون فيها النجوم. مجموعة العينة/المثال هي الأقل شيوعًا من بين الأربعة. بالإضافة إلى العملات المعدنية المتداولة بشكل عام، هناك وفرة من العملات التذكارية المختلفة التي سكت باسم جمهورية كوريا الديمقراطية الشعبية. بيع معظمها، إن لم يكن كلها، إلى علماء العملات الأجانب. بعض هذه العملات رسمية ومعتمدة من الدولة، والبعض الآخر ليس كذلك.

### الوون الثالث
إصدرت العملات المعدنية بفئات 10 و50 تشون و1 وون في عام 2002، وفئات 1 و5 تشون في عام 2008. تضرب جميع الفئات من الألومنيوم. تتميز هذه العملات المعدنية بشعار النبالة الوطني على الوجه الأمامي والزهور، وخاصة كيمغونغيليا وكيميلسونغيا، على ظهر العملات المعدنية فئة 10 و50 تشون. تزين زهرة الماغنوليا عملة 1 وون.
سكت هذه العملات لأول مرة في عام 2002، وكان الغرض منها استخدامها بعد فترة وجيزة من إزالة ارتباط الدولار بالعملة. كانت العملات المعدنية من فئة 50 تشون و1 وون أصغر من التصميمات السابقة، في حين كانت العملة المعدنية الجديدة من فئة 10 تشون بنفس حجم العملة القديمة. لكن التضخم المفرط أصبح حقيقة مفاجئة للغاية، ولم تطلق العملات الجديدة كما كان مخططًا لها. وفي عام 2008، سكت عملات معدنية بقيمة 1 و5 تشون أيضًا عندما بدأت خطة إعادة تقييم العملة. إطلقت العملات المعدنية أخيرًا للتداول في ديسمبر 2009، ولكن بسبب الطبيعة المعيبة لإعادة التقييم، فإن هذه العملات المعدنية لها قيمة قليلة جدًا مرة أخرى، وكانت عملات 1 و5 تشون على وجه الخصوص غير ذات صلة تقريبًا.
| Image                                                  | Value | Technical parameters | Technical parameters | Technical parameters | Description | Description | Date of minted year |
| Image                                                  | Value | Diameter             | Mass                 | Composition          | Obverse     | Reverse     | Date of minted year |
| ------------------------------------------------------ | ----- | -------------------- | -------------------- | -------------------- | ----------- | ----------- | ------------------- |
| For table standards, see the coin specification table. |       |                      |                      |                      |             |             |                     |

## الأوراق النقدية
صدرت الأوراق النقدية الأولى لكوريا الشمالية في عام 1945 من قبل الحكومة المؤقتة المدعومة من الاتحاد السوفييتي فوق خط العرض 38. وكانت هذه العملات من فئات 1، 5، 10، و100 وون. وقد توقفت هذه الأنشطة بعد فترة وجيزة من انسحاب القوات السوفيتية واعترافها بالدولة المستقلة حديثًا.

### الوون الأول
صدرت هذه العملة الورقية بالكامل، حيث صدرت أولى الأوراق النقدية من فئات 15 و20 و50 تشونًا، بالإضافة إلى فئات 1 و5 و10 و100 وون عام 1947. تميزت أوراق التشون بتصاميم فنية أنيقة، بينما اتسمت فئات الوون بتصميم موحد نسبيًا، حيث ظهر عليها مزارع وعامل يقفان معًا ويحملان الأدوات الرمزية. أُعيد تقييم هذه العملة لاحقًا عام 1959 بمعدل وون جديد واحد لكل 100 وون قديم للحد من التضخم الناتج عن الحرب الكورية.

### الوون الثاني
في عام 1959، استبدل الوون القديم بالوون الثاني، مع تثبيت الأسعار وأسعار الصرف مقابل الدولار الأمريكي. صدرت هذه السلسلة من الأوراق النقدية بفئات 50 تشون، و1، و5، و10، و50، و100 وون. وكانت هذه الأوراق النقدية أكبر بكثير من الإصدار السابق، وتصور صورًا تمثل مختلف الصناعات في الاقتصاد الكوري الشمالي.
في عام 1979، أُعيد إصلاح العملة، وأُصدرت سلسلة جديدة من الأوراق النقدية من فئات 1 و5 و10 و50 و100 وون. ولا تزال التكهنات قائمة حول سبب هذه الخطوة. سُحبت جميع الأوراق النقدية الصادرة عام 1959 من التداول. إلا أن العملات المعدنية المتداولة لم تتأثر بهذا التغيير. كانت تصاميم هذا الإصدار أكثر رمزية وجاذبية من الإصدارات السابقة، حيث ظهرت صورة كيم إيل سونغ لأول مرة على ورقة الـ 100 وون.
في عام 1992، إجريت إعادة تصميم أخرى للأوراق النقدية، مرة أخرى في فئات 1، 5، 10، 50، و100 وون. سحبت الأوراق النقدية القديمة مرة أخرى. كانت هذه الأوراق النقدية أصغر حجمًا وأكثر وضوحًا من الإصدار السابق وصورت موضوعات أكثر حداثة. إصدرت الأوراق النقدية من فئة 5 و 10 وون مرة أخرى في عام 1998، إلى جانب ورقة نقدية من فئة 500 وون في نفس العام ولكن تم ختمها بدلاً من نقشها مما يعكس جودة إنتاج أقل. في عام 2002، تم طرح أوراق نقدية من فئة 1000 و5000 وون، تلاها إصدار ورقة نقدية من فئة 200 وون في عام 2005. كانت النسختان السابقتان متطابقتين في التصميم مع فئة 100 وون على الرغم من اختلافهما في الألوان وميزات الأمان المضافة، ولكن الحقول الملونة خلف النص لم تعد تمتد حتى الهوامش. في عام 2007، راجعت فئة 500 وون بنفس الطريقة بالإضافة إلى نقشها لأول مرة للحماية من التزوير. اعتبارًا من عام 1998 فصاعدًا، تأرخت جميع الأوراق النقدية باستخدام سنة جوتشي بالإضافة إلى التأريخ القياسي.
في عام 2005، أصدر البنك المركزي لجمهورية كوريا الديمقراطية الشعبية أوراق نقدية تذكارية بقيمة 200 و500 و1000 و5000 وون للاحتفال بالذكرى الستين لتأسيس كوريا الشمالية. وهو يتألف من طباعة إضافية على أوراق الإصدار العادية الخاصة به.
في عام 2007، إصدرت نسخة تذكارية من سلسلة الأوراق النقدية هذه، تحمل ختم "عيد ميلاد القائد العظيم الرفيق كيم إيل سونغ الخامس والتسعين" على جميع الفئات.

#### أوراق نقدية من الوون الكوري الشمالي (إصدار 1978)
| وجه العملة | العكس | اللون الرئيسي | قيمة    | وجه العملة                                                                      | العكس                                                           |
| ---------- | ----- | ------------- | ------- | ------------------------------------------------------------------------------- | --------------------------------------------------------------- |
|            |       | أخضر زيتوني   | 1 وون   | طالبة وامرأة وأطفال                                                             | جنود من الذكور والإناث؛ يانغ هيلونغ (مشاهد من أوبرا بحر الدم ‏ ) |
|            |       | أزرق رمادي    | 5 وون   | عامل يحمل ترسًا ويحمل كتابًا سياسيًا؛ امرأة فلاحية تحمل حزمة قمح؛ مصانع في الخلفية | جبل كومكانغ ‏                                                    |
|            |       | بني           | 10 وون  | تشوليما                                                                         | مجمع تشوليما للصلب ‏                                             |
|            |       | أخضر زيتوني   | 50 وون  | جندي؛ امرأة فلاحية؛ مسؤولو حزب العمال الكوري                                    | بحيرة                                                           |
|            |       | بني وأرجواني  | 100 وون | كيم إيل سونغ                                                                    | مانجيونجداي (مسقط رأس كيم إيل سونغ)                             |

وكانت الأوراق النقدية المتداولة لفئة الوون الثانية حتى ديسمبر/كانون الأول 2009 على النحو التالي:

#### سلسلة 1992
| وجه العملة | العكس | قيمة     | أبعاد       | اللون الرئيسي  | وصف                                                          | وصف                                                                    | وصف             |
| وجه العملة | العكس | قيمة     | أبعاد       | اللون الرئيسي  | وجه العملة                                                   | العكس                                                                  | العلامة المائية |
| ---------- | ----- | -------- | ----------- | -------------- | ------------------------------------------------------------ | ---------------------------------------------------------------------- | --------------- |
|            |       | 1 وون    | 116 × 55 مم | أخضر           | الممثلة هونغ يونغ هي في دورها السينمائي كفتاة الزهور         | جبل كومكانغ ‏                                                           | تمثال تشوليما ‏  |
|            |       | 5 وون    | 126 × 60 مم | أزرق           | الطلاب، جامعة كيم إيل سونغ ، قصر الأطفال بمدرسة مانجيونجداي ‏ | دار دراسة الشعب الكبرى ‏                                                | تمثال تشوليما ‏  |
|            |       | 5 وون    | 126 × 60 مم | أزرق           | الطلاب، جامعة كيم إيل سونغ ، قصر الأطفال بمدرسة مانجيونجداي ‏ | دار دراسة الشعب الكبرى ‏                                                | تمثال تشوليما ‏  |
|            |       | 10 وون   | 136 × 65 مم | بني برتقالي    | عامل مصنع تشوليما (1000 حصان)                                | جزيرة بي دو، وسد البحر الغربي والأقفال على نهر تايدونج (عصابة تايدونج) | تمثال تشوليما ‏  |
|            |       | 10 وون   | 136 × 65 مم | بني برتقالي    | عامل مصنع تشوليما (1000 حصان)                                | جزيرة بي دو، وسد البحر الغربي والأقفال على نهر تايدونج (عصابة تايدونج) | تمثال تشوليما ‏  |
|            |       | 50 وون   | 146 × 70 مم | البرتقالي      | المهنيون الشباب، برج جوتشي                                   | جبل بايكتو                                                             | برج جوتشي       |
|            |       | 100 وون  | 156 × 75 مم | الأحمر والبني  | كيم إيل سونغ                                                 | مسقط رأس كيم إيل سونغ ، مانجيونجداي-جويوك                              | قوس النصر       |
|            |       | 200 وون  | 140 × 72 مم | الأزرق والأخضر | مونغنان (الزهرة الوطنية لكوريا الشمالية)                     | قيمة                                                                   | تمثال تشوليما ‏  |
|            |       | 500 وون  | 156 × 75 مم | أخضر غامق      | قصر كومسوسان التذكاري                                        | جسر تشونغريو ‏                                                          | قوس النصر       |
|            |       | 500 وون  | 156 × 75 مم | أخضر غامق      | قصر كومسوسان التذكاري                                        | جسر تشونغريو ‏                                                          | قوس النصر       |
|            |       | 1000 وون | 156 × 75 مم | أخضر سماوي     | كيم إيل سونغ                                                 | مسقط رأس كيم إيل سونغ ، مانجيونجداي-جويوك                              | قوس النصر       |
|            |       | 1000 وون | 156 × 75 مم | أخضر سماوي     | كيم إيل سونغ                                                 | مسقط رأس كيم إيل سونغ ، مانجيونجداي-جويوك                              | قوس النصر       |
|            |       | 5000 وون | 156 × 75 مم | بنفسجي         | كيم إيل سونغ                                                 | مسقط رأس كيم إيل سونغ ، مانجيونجداي-جويوك                              | قوس النصر       |
|            |       | 5000 وون | 156 × 75 مم | بنفسجي         | كيم إيل سونغ                                                 | مسقط رأس كيم إيل سونغ ، مانجيونجداي-جويوك                              | قوس النصر       |

### الوون الثالث
في عام 2009، North Korean currency reform [خطأ: تحقق من وسيط ورمز اللغة] إطلق لمعالجة التضخم المفرط وأنشطة السوق السوداء. وعلى النقيض من الإصلاحات السابقة، أثارت الخطوة التي اتخذت في عام 2009 حالة من الذعر على مستوى البلاد عندما إعلن عن فترة انتظار لمدة أسبوعين بين سحب العملة القديمة وإدخال العملة الجديدة، إلى جانب تحديد حد للصرف يبلغ 500 ألف وون فقط لكل شخص، وهو ما أدى فعليا إلى محو المدخرات. وفي نهاية المطاف، تراجعت الدولة عن معظم حدود التبادل؛ ولكن أثبتت عملية إعادة التقييم فشلها.
وكما هو الحال بالنسبة للعملات المعدنية لهذه السلسلة، فقد طبعت بعض الفئات في البداية في عام 2002 ولكن لم تطلق للتداول مطلقًا، مما يشير إلى إعادة تقييم نقدية مخطط لها قبل عام 2009 بكثير والتي لم تنفذ أبدًا.
تصدر السلسلة الحالية من الأوراق النقدية من فئة الوون الثالث في فئات 5، 10، 50، 100، 200، 500، 1000، 2000، و5000 وون. يظهر كيم إل سونغ فقط على وجه العملة الأعلى فئة، مع ورقة نقدية بقيمة 100 وون تحمل صورة مغنوليا (الزهرة الوطنية) وأوراق نقدية أخرى تصور الكوريين الشماليين من مختلف المهن والمعالم الأثرية المختلفة في كوريا الشمالية. وكان سعر الصرف 100 وون ثاني إلى 1 وون ثالث.
على عكس جميع السلاسل السابقة، كانت هذه الأوراق النقدية موحدة في الأبعاد بدلاً من التفاوت في الحجم من الأصغر إلى الأكبر. هناك شائعات بأن التصميمات الأصلية للأوراق النقدية من فئة 1000 و2000 وون كانت تصور كيم إل سونغ وكانت لها سمات تصميمية مشابهة للأوراق النقدية من فئة 5000 وون التي إلغيت وتدمرت بسبب قيام المزورين أو اللصوص باقتحام مستودع بنك وسرقة الأوراق النقدية المبكرة أو مواد الطباعة، مما أدى إلى إعادة تصميم الفئتين المعنيتين بالكامل.
في عام 2012، إصدرت سلسلة أخرى من الأوراق النقدية التذكارية، هذه المرة في سلسلة 2002-2009 ولكن مختومة بشكل مماثل "عيد ميلاد القائد العظيم الرفيق كيم إل سونغ رقم 100". ظهرت هذه الطوابع مرة أخرى على جميع الطوائف.
في عام 2018، إصدرت أوراق نقدية بقيمة 1000 و2000 وون مع طباعة تشير إلى الذكرى السبعين لاستقلال البلاد.
في 25 يوليو 2014، طرحت ورقة نقدية جديدة بقيمة 5000 وون مؤرخة عام 2013 للتداول. بدلاً من تصوير صورة مؤسس كوريا الشمالية كيم إل سونغ، تصور المذكرة صورة مسقط رأسه في مانجيونداي وعلى ظهرها معرض الصداقة الدولي في ميوهيانغسان الذي يعرض الهدايا التي تلقاها هو وابنه كيم جونغ إيل من الزعماء الأجانب. كانت هناك تكهنات مستمرة بأن هذا قد يشير إلى خطط لإصدار فئات أعلى في وقت لاحق والتي من شأنها أن تصور كيم إل سونغ، أو كيم جونغ إيل، أو ربما كليهما. لكن السبب الرسمي وراء التغيير كان مكافحة المزورين.
| Value  | Dimensions  | Main colour                                                  | Main colour | Description                                                                           | Description                                                  | Description | Date of         | Date of          | Ref.          |
| Value  | Dimensions  | Main colour                                                  | Main colour | Obverse                                                                               | Reverse                                                      | Watermark   | printing        | issue            | Ref.          |
| ------ | ----------- | ------------------------------------------------------------ | ----------- | ------------------------------------------------------------------------------------- | ------------------------------------------------------------ | ----------- | --------------- | ---------------- | ------------- |
| ₩5     | 145 × 65 mm |                                                              | Navy blue   | Atomic symbol, party members                                                          | Hwanggang Hydroelectric Dam                                  | Mongnan     | Juche 91 (2002) | 30 November 2009 | [ 30 ]        |
| ₩10    | 145 × 65 mm |                                                              | Olive green | Korean People's Army Ground Force emblem, Soldiers (Air Force، Navy، Army)            | Statue of Victory in Pyongyang                               | Mongnan     | Juche 91 (2002) | 30 November 2009 | [ 31 ]        |
| ₩50    | 145 × 65 mm |                                                              | Indigo      | Flame from the Juche Tower in Pyongyang, man in business suit, man in overalls, woman | Monument to Party Founding in Pyongyang                      | Mongnan     | Juche 91 (2002) | 30 November 2009 | [ 31 ]        |
| ₩100   | 145 × 65 mm |                                                              | Green       | Mongnan (Magnolia sieboldii)                                                          | Denomination                                                 | Mongnan     | Juche 97 (2008) | 30 November 2009 | [ 32 ]        |
| ₩200   | 145 × 65 mm |                                                              | Violet      | Chollima Statue in Pyongyang                                                          | Denomination                                                 | Mongnan     | Juche 97 (2008) | 30 November 2009 | [ 33 ]        |
| ₩500   | 145 × 65 mm |                                                              | Grey        | Arch of Triumph in Pyongyang                                                          | Denomination                                                 | Mongnan     | Juche 97 (2008) | 30 November 2009 | [ 34 ]        |
| ₩1,000 | 145 × 65 mm |                                                              | Pink        | Birthplace of Kim Jong Suk in Hoeryong                                                | Trees on the shore of Samji Lake                             | Mongnan     | Juche 97 (2008) | 30 November 2009 | [ 35 ]        |
| ₩2,000 | 145 × 65 mm |                                                              | Blue        | Alleged birthplace of Kim Jong Il، Jong-il Peak                                       | Paektu Mountain                                              | Mongnan     | Juche 97 (2008) | 30 November 2009 | [ 36 ] [ 37 ] |
| ₩5,000 | 145 × 65 mm |                                                              | Brown       | Star, Kim Il Sung, Mongnan (Magnolia sieboldii)                                       | Mangyongdae (alleged birthplace of Kim Il Sung) in Pyongyang | Mongnan     | Juche 97 (2008) | 30 November 2009 | [ 38 ]        |
| ₩5,000 | 145 × 65 mm | Mangyongdae (alleged birthplace of Kim Il Sung) in Pyongyang | Brown       | International Friendship Exhibition at Mount Myohyang                                 | Juche 102 (2013)                                             | Mongnan     | 2014            | [ 39 ]           |               |
|        |             |                                                              |             |                                                                                       |                                                              |             |                 |                  |               |